# Râul Budescu
Râul Budescu este un râu afluent al Râul Ruscova. 